# مار دریایی حلقه‌دار
 مار دریایی حلقه‌دار (نام علمی: Hydrophis cyanocinctus) نام یک گونه از تیره کفچه‌ماران است. اين گونه دارای سمی قوی است و تا سی دقيقه می‌تواند نفس خود را نگه دارد. اين قابليت به‌خاطر داشتن شش بلندی است كه تقريبا در تمام بدنش كشيده شده است.